# Batalla de Kliszów
La Batalla de Kliszów se libró el 9 de julio de 1702 en Małopolska durante la Gran Guerra del Norte. El ejército sueco al mando de Carlos XII de Suecia derrotó al ejército polaco-sajón de Augusto II el Fuerte en el territorio de la región.
En enero de 1702 Karl reubicó a su ejército de Courland a Lituania. El 23 de marzo de 1702 los suecos abandonaron sus cuarteles de invierno e invadieron Polonia. Sin esperar el refuerzo previsto de Pomerania, Karl marchó con su ejército directamente contra Varsovia, que se rindió sin luchar el 14 de mayo de 1702. La capital polaca se vio obligada a pagar una gran contribución antes de que Karl continuara su marcha hacia Cracovia. Los temores de que Suecia buscase ganancias territoriales en Polonia en un tratado de paz concebible llevaron a la nobleza polaca a unirse a la guerra.
Antes de Karl XII. Ocupado Varsovia, Augusto II se había mudado a Cracovia con el Ejército de la Corona de Polonia, de unos 8,000 soldados, para unirse allí con el ejército sajón de 22,000, que había sido reposicionado en Sajonia. El ejército de la corona polaca bajo Hieronim Augustyn Lubomirski estaba mal equipado, mal alimentado y no muy motivado para luchar por la causa del rey sajón. El poderoso ejército de 24.000 a 30.000 polacos-sajones finalmente enfrentó al sur de Kielce a los únicos suecos estrictos de 12.000.

## La batalla
Fase final de la batalla
Las tropas sajonas se habían retirado sobre el Nida. Su ala izquierda y su centro bajo el mando de Johann Matthias von der Schulenburg estaban cubiertos por un pantano. El ala derecha, la caballería bajo el mando de Jakob Heinrich Graf von Flemming estaba escondida en un bosque. La caballería polaca estaba en el ala derecha y estaba bajo el mando de Hieronim Augustyn Lubomirski.
El ala derecha sueca estaba bajo el mando de Carl Gustaf Rehnskiöld , la primera línea del centro bajo Hans Henrik von Liewen y la segunda línea bajo Knut Göransson Posse , el ala izquierda estaba al mando de Otto Vellingk .
Carlos XII decidió evitar las posiciones enemigas a la izquierda. Los suecos tomaron la iniciativa a las dos de la tarde y lanzaron un ataque contra el flanco polaco. Sin embargo, el comandante del ataque, Friedrich IV , duque de Holstein-Gottorp, fue asesinado temprano y, por lo tanto, detuvo el avance sueco.
Paralelamente, los sajones habían preparado transiciones sobre el pantano y atacaron a los suecos que se retiraban con su ala derecha. Los sajones regalaron su victoria segura al tratar de imponer un tiroteo a los suecos. Las tropas suecas, regimientos de élite endurecidos por la batalla, se formaron y asaltaron. Los sajones fueron alcanzados, derribados y capturados. Solo unos pocos soldados pudieron salvarse en el Nida. Simultáneamente con el ataque sajón, el ala polaca de los suecos fue atacada por el ejército polaco de Kron. Karl sacó apresuradamente la infanteríadesde el centro contra las tropas polacas juntas. Formó tres filas de ataques (primera fila: Piken - segunda y tercera fila: mosquetes) y así logró un efecto devastador entre los jinetes polacos. El príncipe Lubomirski se retiró después de una breve batalla, perseguida por la caballería sueca, con su ejército de regreso a la aldea Kije.
Después de que las tropas suecas se resistieron a las tarifas polacas y sajonas, se concentró en Karl XII. La mayor parte de su ejército en el flanco izquierdo, donde los polacos estaban parados anteriormente, y se trasladó en poco tiempo al campamento sajón. Luego tomó el control de la artillería sajona y la usó contra los sajones. Las tropas suecas se dieron la vuelta e intentaron conquistar el cruce sobre el Nida. Entonces habían rodeado a los sajones, Pero el general von der Schulenburg ordenó a sus regimientos de infantería del centro, que apenas habían sido atacados, que hicieran la transición bajo su propio riesgo. Se produjo un feroz combate cuerpo a cuerpo. Sin embargo, una gran parte de las unidades sajonas pudieron retirarse a través del Nida. A las cinco de la tarde la batalla había terminado.